# Marstal Småborgerlige Sangforening
Marstal Småborgerlige Sangforening er et sømandskor på ca. 30 tidligere og nuværende sømænd fra skipperbyen Marstal på Ærø. De småborgerlige, som koret også kaldes, har eksisteret siden starten af 1990'erne og har udgivet tre CD'er. Udgivelserne består hovedsageligt af enten danske, irske og skotske maritime folkesange bl.a. The Wild Rover samt sea shanties. Sangene er blevet spillet i Danmarks Radio.
Sangforeningens formål er at mødes under hyggelige former og synge som sømændene på skibene før i tiden, uden dirigent og noder.

## Albums
- "Marstal" udgivet i 1997
- "Tonian" udgivet i 1999
- "Så' det hjem boys" udgivet i 2006

## Kendte medlemmer
- Heine Hestoy, færøskfødt forfatter
- Erik Kromann museumsleder på Marstal Søfartsmuseum, politiker og forfatter
- Karsten Landro tidl. borgmester i Marstal og senere Ærø Kommune

## Ekstern henvisning
4minutter.tv.den-borgerlige-sangforening Arkiveret 2. april 2015 hos  Wayback Machine